# Ramón Luis Rodríguez
Ramón Luis Rodríguez Soto (San Juan de Tibás; 5 de noviembre de 1928-13 de noviembre de 2006) fue un futbolista costarricense que jugó como delantero.

## Selección nacional
Anotó dos goles en tres apariciones para la selección nacional de Costa Rica, ayudando al equipo a ganar el Campeonato CCCF de 1953.

## Clubes
| Club             | País        | Año       |
| ---------------- | ----------- | --------- |
| Orión            | Costa Rica  | 1949-1954 |
| Irapuato         | México      | 1954-1958 |
| Dragón           | El Salvador | 1958-1959 |
| Águila           | El Salvador | 1960      |
| Luis Ángel Firpo | El Salvador | 1961-1962 |
| Zelaya           | Honduras    | 1963      |
| Progreso         | Honduras    | 1964      |
| Nicoya           | Costa Rica  | 1965      |

## Palmarés

### Títulos internacionales
| Título                                  | Equipo     | Sede       | Año  |
| --------------------------------------- | ---------- | ---------- | ---- |
| Campeonato Centroamericano y del Caribe | Costa Rica | Costa Rica | 1953 |